# Azi Aslanov

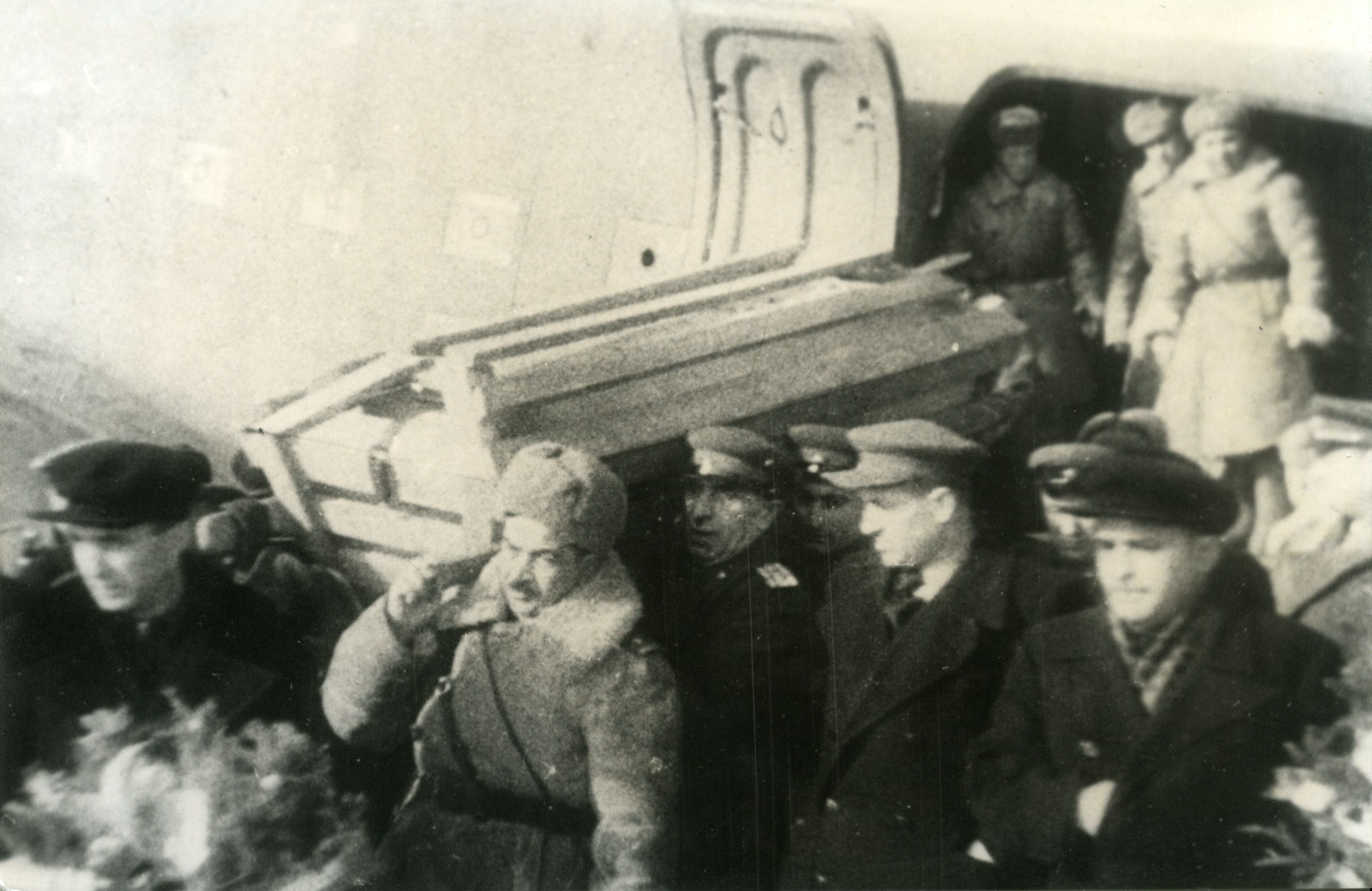
De begrafenis van Azi Aslanov te Bakoe.

Azi Agadovitsj Aslanov (Azerbeidzjaans: Həzi Əhəd oğlu Aslanov, Russisch: Ази Агадович Асла́нов) (Lənkəran, 22 januari 1910 — Priekule, 24 januari 1945) was een Azerbeidzjaans generaal in het Rode Leger tijdens de Tweede Wereldoorlog. Hij werd tweemaal Held van de Sovjet-Unie.

## Biografie
Azi Aslanov werd geboren als zoon van arbeiders. Toen hij 13 was, stierf zijn vader en verliet hij zijn school om in een steenbakkerij te gaan werken.
In 1929 studeerde hij af aan de Transkaukasische voorbereidende militaire school te Bakoe. Hij ging dan naar de cavalerieschool te Leningrad.
Toen hij afgestudeerd was in juni 1931, kreeg hij het bevel over het 15e cavalerieregiment van de 3e cavaleriedivisie in Bessarabië. In 1937 werd hij lid van de Communistische Partij van de Sovjet-Unie. In februari 1939 werd hij bevorderd tot kapitein.
Hij nam in 1939 deel aan de Sovjet-aanval op Polen. Hij vocht in de Karelische Landengte. Hij doorbrak de Mannerheim Linie in de Winteroorlog. Hij werd bevorderd tot majoor in november 1940.
In augustus 1941 verving hij de gewonde bevelhebber van een tankbataljon van een dozijn T-26, BT-5, BT-7 en T-34 tanks.
Hij vocht te Sjostka, Bachmatsj en Pyrjatyn. In een van die gevechten vocht hij door ondanks twee kogelwonden in zijn rechterbeen en een wond aan zijn hoofd van een granaat. Hij vocht in Pyrjatyn, Ochtyrka, Bogodoechov en Charkov. Later in 1942 leidde hij de 35th Guards Tank Brigade van Stalingrad door Borisovo, Vilejka en Minsk naar Vilnius en Riga. Hij nam deel aan de Slag bij Rostov en Taganrog. Zijn brigade bevrijdde Plesjinitsi.
Hij kreeg zijn eerste ster in 1943 voor heldhaftig gedrag te Stalingrad. Tijdens een verkenningsrit op 24 januari 1945 nabij Priekule in het district Liepāja raakte hij zwaargewond. Hij stierf vijf en een half uur later. Hij kreeg in 1991 postuum zijn tweede ster voor de oversteek van de Berezina.

## Nagedachtenis
- Een station van de metro van Bakoe, een school, een olietanker en straten in Bakoe, İmişli en Wolgograd en een monument in Vilejka zijn naar hem genoemd.
- Een dorp Həzi Aslanov in de regio Ağstafa is naar hem genoemd.
- Zijn huis te Lənkəran is een museum geworden.
- Een granieten gedenksteen op Mamajev Koergan verwijst naar hem.

- Gemeinsame Normdatei: 123168910
- International Standard Name Identifier: 0000 0000 2739 3626
- Library of Congress Control Number: n87940756
- Virtual International Authority File: 62448225
- WorldCat: E39PBJcKHQFp9GgRbtVvwp6R8C